# دادي كول (أغنية)
دادي كول (بالإنجليزية: Daddy Cool)‏ هي أغنية لفرقة بوني إم كانت في ألبومهم الأول خذ الحرارة عني (بالإنجليزية: Take the Heat off Me)‏. كانت الاغنية في عام 1976 عبارة عن ضربة ووجبة أساسية لموسيقى الديسكو، وأصبحت الأغنية رقم واحد للفرقة في بريطانيا.
الأغنية هي ثاني أغنية منفردة لبوني ام، صدرت عام 1976 دون أن يكون له أي تأثير كبير في البداية. لم يكن حتى أدائها مذهل لغاية ظهورها على برنامج تلفزيوني في أيلول / سبتمبر لتتصدر بعدها في قائمة الأغاني في أوروبا. ولتصل إلى المركز السادس في قوائم الأغاني في المملكة المتحدة ورقم 65 في الولايات المتحدة الأمريكية بيلبورد هوت 100. وتصدرت الأغنية أيضا في ألمانيا ووصلت إلى أفضل 20 أغنية في كندا. وقد ثبت أن الأغنية هو الإنجاز الأوروبي الرئيسي للفرقة.